# Сентегабел
Сентегабел (фр. Cintegabelle) насеље је и општина у јужној Француској у региону Миди Пирене, у департману Горња Гарона која припада префектури Мире.
По подацима из 2011. године у општини је живело 2624 становника, а густина насељености је износила 49,58 становника/km². Општина се простире на површини од 52,92 km². Налази се на средњој надморској висини од 247 метара (максималној 302 m, а минималној 185 m).

## Демографија
| 1962. | 1968. | 1975. | 1982. | 1990. | 1999. | 2006. | 2011. |
| ----- | ----- | ----- | ----- | ----- | ----- | ----- | ----- |
| 1.796 | 1.818 | 1.921 | 2.061 | 2.215 | 2.341 | 2.500 | 2.624 |

График промене броја становника у току последњих година